# Lázaro de Tormes
Lázaro de Tormes és una pel·lícula espanyola de l'any 2001 dirigida per Fernando Fernán Gómez i posteriorment per José Luis García Sánchez, que va reprendre la direcció després de la malaltia del primer.

## Argument
El Lazarillo de Tormes (Rafael Álvarez) ha de demostrar davant la Justícia que les seves ànsies de robar no són per fer el mal sinó que es deuen a la necessitat de menjar.

## Comentaris
La pel·lícula es va rodar al Monestir de Lupiana (Guadalajara), Talamanca de Jarama (Madrid) i Toledo. Durant el rodatge Fernando Fernán Gómez va emmalaltir i va haver de substituir-li en la direcció José Luis García Sánchez, mentre que un ja molt cansat Francisco Rabal va haver d'interpretar el paper del cec, que en principi li tocava al director.

## Repartiment
- Rafael Álvarez "El Brujo"... Lázaro
- Karra Elejalde	...	Arxiprest
- Beatriz Rico...	Teresa
- Manuel Alexandre	... Escrivà
- Francisco Algora...	Ventero
- Álvaro de Luna 	...	Calderer
- Juan Luis Galiardo...	Alcalde
- Agustín González...	Machuca
- Emilio Laguna...	Fray Gabriel
- José Lifante...	Clergue
- Manuel Lozano 	...	Lazarillo
- Francisco Rabal 	...	El Cec
- Tina Sáinz...	Dona del mercat

## Premis
XV Premis Goya
| Categoria                        | Persona                            | Resultat  |
| -------------------------------- | ---------------------------------- | --------- |
| Millor guió adaptat              | Fernando Fernán Gómez              | Guanyador |
| Millor vestuari                  | Javier Artiñano                    | Guanyador |
| Millor direcció artística        | Luis Ramírez                       | Candidats |
| Millor direcció de producció     | Carmen Martínez Muñoz              | Candidat  |
| Millor maquillatge i perruqueria | Juan Pedro Hernández Esther Martín | Candidats |